# Perínske rybníky
Perínske rybníky je chráněný areál v oblasti Slovenský kras.
Nachází se v katastrálním území obce Perín-Chym v okrese Košice-okolí v Košickém kraji. Území bylo vyhlášeno či novelizováno v roce 1987 na rozloze 110,3152 ha. Ochranné pásmo nebylo stanoveno.